# Río Melvin
El Río Melvin es un río de  8-1 millas de largo (13.0 km) en la Región de Lagos del centro de Nuevo Hampshire en los Estados Unidos. Es un afluente del Lago Winnipesaukee, parte de la cuenca del Río Merrimack.